# Carlyle Group
The Carlyle Group, mit Sitz in Washington, D.C., ist eine der größten börsennotierten US-amerikanischen Private-Equity-Gesellschaften. Per Ende 2024 verwaltete Carlyle Assets under Management (AUM) in Höhe von 441 Milliarden US-Dollar über drei Geschäftsbereiche hinweg – Global Private Equity, Global Credit und Global Investment Solutions.
Gegründet im Jahr 1987, beschäftigt das Unternehmen zum Stand Ende 2024 mehr als 2.300 Angestellte in 29 Offices auf vier Kontinenten. Am 3. Mai 2012 schloss Carlyle ein Initial Public Offering (IPO) im Wert von 700 Millionen US-Dollar ab und die CG-Aktie begann mit dem Handel an der NASDAQ.

## Geschichte und Entwicklung
Carlyle wurde 1987 von William E. Conway Jr., Daniel A. D’Aniello, David Rubenstein und Stephen L. Norris gegründet. Sie benannten es nach dem New Yorker Hotel „The Carlyle“.
In den späten 1980er Jahren sammelte Carlyle Kapital Deal-by-Deal, um Leveraged Buyouts (LBOs) zu finanzieren, darunter eine gescheiterte Übernahmeschlacht um Chi-Chi’s. 1990 legte das Unternehmen seinen ersten dedizierten Buyout-Fonds mit $100 Mio. Investorengeldern auf. Carlyle war zudem als Berater tätig, etwa bei der $500 Mio. Investition von Prinz Al-Waleed bin Talal in Citigroup (1991).
Früh machte sich Carlyle einen Namen mit Übernahmen in der Verteidigungsindustrie, darunter die Übernahme von United Defense Industries für 850 Millionen US-Dollar, welche bis zu diesem Zeitpunkt Carlyles größte Investition darstellte. Carlyle führte im Dezember 2001 einen IPO von United Defense an der New York Stock Exchange durch und verkaufte die restlichen Anteile im April 2004.
Neben Luft- und Raumfahrt, Verteidigung & Regierung ist Carlyle's Private Equity Business außerdem in den Bereichen Konsumgüter, Medien & Einzelhandel, Finanzdienstleistungen, globale Infrastruktur, Gesundheitswesen, Industrie, Technologie und Immobilien aktiv.
Ab Ende der 1990er Jahre diversifizierte Carlyle sein Private-Equity-Geschäft, indem es in neue Anlageklassen expandierte. 1999 startete Carlyle sein Global Credit Business, zunächst mit dem Erwerb von Krediten von Finanzinstituten. Seither hat sich die Plattform erheblich erweitert und verwaltet mittlerweile 192 Milliarden US-Dollar in verschiedenen Kreditstrategien.
Zusätzlich stärkte Carlyle seine Investmentplattform durch die Übernahme von AlpInvest Partners (2011), um in den Bereich Fund of Funds, Secondaries und Co-Investments einzusteigen – heute bekannt als Carlyle’s Investment Solutions Business.
Im Februar 2023 wurde Harvey Schwartz zum CEO der Carlyle Group ernannt.

## Unternehmensbereiche
Das Unternehmen ist in drei Geschäftsbereiche unterteilt:

### Global Private Equity
Carlyles Global Private Equity Business verwaltet eine Reihe von Buyout und Growth Private-Equity-Fonds mit einem Fokus auf folgende Branchen:
- Luft- und Raumfahrt, Verteidigung und Regierungsdienstleistungen
- Konsumgüter, Medien und Einzelhandel
- Finanzdienstleistungen
- Gesundheitswesen
- Industrie
- Technologie und Unternehmensdienstleistungen
- Immobilien
- Infrastruktur

Carlyles Private-Equity-Segment verwaltet Assets under Management (AUM) in Höhe von 164 Milliarden US-Dollar über mehr als 275 aktive Portfoliounternehmen hinweg (Stand: 31. Dezember 2024).

### Global Credit
Carlyles Global Credit Business verwaltet Kapital über das gesamte Rendite-Risiko-Spektrum hinweg – von liquiden Anlagen über Private Credit bis hin zu Real Asset-Strategien:
- Liquid Credit: Verwaltung von Collateralized Loan Obligation (CLO)-Investmentvehikeln
- Direct Lending: Fokus auf Leveraged Finance-Investments, vor allem in Private-Equity-Portfoliofunternehmen
- Opportunistic Credit: Investitionen in Mezzanine-Kapital
- Real Assets Credit: Investitionen in Schuldtitel für Infrastrukturprojekte und Immobilien
- Asset-Based Lending: Kredite, die durch Vermögenswerte besichert sind

Carlyles Global-Credit-Segement verwaltet Assets under Management (AUM) in Höhe von 192 Milliarden US-Dollar (Stand: 31. Dezember 2024).

### Global Investment Solutions
Carlyles Investment Solutions-Segment berät im Bereich Global Private Equity über seine Tochtergesellschaft AlpInvest Partners.
AlpInvest agiert durch drei Kern-Investmentteams:
- Primary Fund Investments (Investitionen in Primärfonds)
- Secondary and Portfolio Finance Investments (Investitionen in Sekundärmärkte und Portfoliofinanzierungen)
- Co-Investments

Die Investments von AlpInvest decken ein breites Spektrum an Private-Market-Strategien ab, darunter: Large Buyout, Mid-Market Buyout, Private Credit, Venture Capital, Growth Capital, Mezzanine, Distressed und Energieinvestitionen, einschließlich nachhaltiger Energieprojekte.
AlpInvest verwaltet Assets under Management (AUM) in Höhe von über 80 Milliarden US-Dollar (Stand: 31. Dezember 2024).
Seit 2011 ist AlpInvest eine Tochtergesellschaft der Carlyle Group. Vor 2011 war AlpInvest eine Joint-Venture-Beteiligung zweier niederländischer Pensionsfonds.

## Beteiligungen
1997 erwarb Carlyle für 850 Mio. US-Dollar den Rüstungskonzern United Defense Industries, brachte das Unternehmen 2001 an die New Yorker Börse und trennte sich bis 2004 von seinen verbliebenen Anteilen. Seitdem macht der Rüstungssektor weniger als 1 % der Beteiligungen von Carlyle aus.
Im August 2012 übernahm Carlyle für 3,3 Milliarden US-Dollar die Mehrheitsbeteiligung an der US-amerikanischen Bildagentur Getty Images.
In Europa war Carlyle u. a. an der französischen Hotelkette B&B Hotels, dem italienischen Sportmode-Hersteller Moncler und dem französischen Kabelanbieter Numericable beteiligt. Der Kauf von DuPont Performance Coatings (Standox, Spies Hecker, DuPont Refinish) für 4,9 Milliarden US-Dollar wurde im Februar 2013 abgeschlossen. Im Juli 2016 verkaufte The Carlyle Group seine letzten Anteile an dem nun unter Axalta Coatings firmierenden Unternehmen. Im Dezember 2015 gab Carlyle die Übernahme der niederländischen Unterwäsche-Marke Hunkemöller bekannt. Ende 2020 erwarb Carlyle den Spezialisten für mechanische und elektrische Antriebssysteme Flender für rund 2 Milliarden Euro von Siemens.

### Beteiligungen im deutschsprachigen Raum
Aktuelle Investments von Carlyle im deutschsprachigen Raum sind:
- Buyout
  - H.C. Starck, führender Hersteller von Spezialmetallpulvern
  - Alloheim, Pflegeheimbetreiber
  - Atotech, führender Anbieter von Spezialchemikalien
  - Agilox, Entwickler und Hersteller von fahrerlosen Transportsystemen (FTS)[28][29]

Zu den bereits beendeten Engagements im deutschsprachigen Raum zählen Andritz AG, Beru AG, Edscha, KCS.net, Puccini UC4, Personal & Informatik, HT Troplast, Klenk Holz, das ehemalige Thurn-und-Taxis-Unternehmen TTW Waldpflege und vwd Vereinigte Wirtschaftsdienste.

## Berater
- George H. W. Bush, früherer U.S. Präsident, Unternehmensberater für Carlyle Asia von April 1998 bis Oktober 2003.[37]
- Frank Carlucci, früherer U.S. Verteidigungsminister von 1987 bis 1989; Vorsitzender der Carlyle Group und Ehrenvorsitzender von 1989 bis 2005.
- Sir John Major, früherer britischer Premierminister, Vorsitzender der Carlyle Europa von 2001 bis 2004.